# Basket Spezia Club 2004-2005
Serie A1 femminile FIP 2004-2005
- Claudia Corbani
- Valentina Costa
- Iris Ferazzoli
- Eva Giauro
- Sara Giorgi
- Francesca Martiradonna
- Daliborka Jokic
- Nicole Powell
- Elisa Sarti
- Sonia Savi
- Gergana Slavčeva
- Laurence Van Malderen
- Danielle Viglione

Allenatore: Mirco Diamanti